# Valerio Lazarov
Valerio Lazarov Lessner (Bârlad, 20 de diciembre de 1935-Madrid,11 de agosto de 2009) fue un realizador, director y productor de televisión nacido en Rumanía y nacionalizado español, afincado en España e Italia.

## Biografía

### Trayectoria profesional
Tras finalizar sus estudios secundarios en 1953, se instaló en Bucarest para estudiar cine. El 18 de junio de 1957 obtuvo su diploma del Instituto Teatral y Cinematográfico de Bucarest. Ese mismo año se incorporó a la recién nacida televisión rumana, en la que permaneció durante once años, ganando la posición como uno de los profesionales más sólidos del medio en su país.
En esa etapa adquirió prestigio, tanto en su país como más allá de sus fronteras. Se le encargó por ejemplo, la cobertura de la visita a Bucarest del General De Gaulle. A partir de 1966 comenzó a recibir premios y obtuvo permiso de las autoridades para salir temporalmente del país.
En 1968 el entonces director coordinador de Televisión Española Juan José Rosón, empeñado en dar una imagen aperturista del régimen, decide hacerse con los servicios profesionales de un joven Lazarov etiquetado ya de vanguardista e innovador, y con el que coincidió en el Festival de Televisión de Montecarlo. Salvadas las dificultades burocráticas para la salida de su país natal, Valerio Lazarov aterriza en España en agosto de 1968. Rosón le encargó a la cantante Salomé que iniciara los contactos y ella en anécdota surrealista, habló a Lazarov en catalán para sortear la vigilancia de los hombres de Ceaușescu.
Su primer encargo y su primer éxito fue un programa llamado El Irreal Madrid, espacio musical con una estética rompedora que anuncia ya el futuro estilo que imprimirá a todos sus programas y que obtuvo la Ninfa de Oro en el Festival de Televisión de Montecarlo.
Se instaló en España y se consolidó como uno de los realizadores más importantes de la televisión de este país, obteniendo la nacionalidad española en 1972. Introdujo un modo de hacer televisión desconocido en TVE, destacando el uso martilleante del objetivo zoom y el barrido rápido de panorámica para la puesta en imágenes. 
En años sucesivos cosecharía éxitos con programas como La última moda (1969), que obtuvo la Rosa de Bronce en el Festival de Montreux; Especial pop (1969-1970), presentado por Miguel de los Santos y la que entonces era la esposa de Lazarov, la cantante Elsa Baeza; Pasaporte a Dublín (1970); ¡Señoras y señores! (1973-1976), en el que debutaron ante la cámara, entre otras María José Cantudo, Norma Duval o Ángela Carrasco.
También se convirtió en el director habitual de programas especiales y galas musicales: dirigió los Especiales de Nochevieja desde 1970 hasta 1978; A la española (1971); 360 grados en torno a... (1972); Aquí radio sardina (1978) o La sonrisa de un niño (1978), con Torrebruno y María Luisa Seco que obtuvo el Premio Danubio, en la categoría II del V Festival Internacional de Programas de Televisión para Niños y Jóvenes de Bratislava.
En 1978 se le encargó la realización de un programa de humor e inventa Sumarísimo, con Alfonso del Real y Manolo Codeso, que resultó ser un fracaso.
Tras esa experiencia, en junio de 1979 se trasladó a Italia, donde fue contratado por la RAI para la realización de una serie de programas, con el título de Tilt, presentados por Stefania Rotolo y Gianfranco D'Angelo.
En 1980, Silvio Berlusconi al frente de Canale 5, se hizo con sus servicios y lo contrató para colaborar con él en su proyecto televisivo, en calidad de director de producción de Canale 5 y presidente del Consejo de Administración, así como director de la productora Videotime. Compaginó esas responsabilidades con la dirección del programa estrella de la cadena, el concurso musical Premiatissima, presentado por Amanda Lear.
En 1989 regresó a España enviado por Berlusconi para poner en marcha la nueva cadena de televisión privada Telecinco, participada mayoritariamente por Fininvest, la sociedad de Il Cavaliere.
El 15 de enero de 1990, fue nombrado primer consejero delegado y director general de Telecinco, y se convirtió en el artífice y principal valedor de una forma de hacer televisión colorista y desenfadada, inspirada en el estilo del Canale 5 italiano y que contrasta con los cánones imperantes en la pública TVE y en su rival privada Antena 3. Este estilo, cuya máxima expresión fue el ballet de las Mammachicho es fuertemente contestado por amplios sectores de la crítica televisiva, que tildan a Telecinco de chabacana y la apodan «Teleteta».
Sin embargo, la cadena obtiene el favor del público y poco a poco, va ganando terreno en los índices de audiencia a TVE y sobrepasando de largo a Antena 3. Programas como VIP con Emilio Aragón y Belén Rueda, La quinta marcha, que supone el debut profesional de Penélope Cruz o Vivan los novios con Gabriel Corrado y la futura estrella de la televisión italiana Natalia Estrada, llevan impreso su sello y obtienen el respaldo de los espectadores.
Sin embargo y a la vista de la ralentización del crecimiento de los índices de audiencia a lo largo de 1994 y la crisis económica por la que atraviesa Telecinco, el 3 de diciembre de ese año, fue sustituido y reemplazado por Maurizio Carlotti en la dirección de la cadena, pero se mantiene como consejero del Consejo de Administración.
En febrero de 1995 había fundado la productora Prime Time Communications, que a partir de 1996 se embarcó en un proyecto que acabaría siendo uno de los mayores éxitos televisivos de la década: la serie Hostal Royal Manzanares emitida por TVE, protagonizada por Lina Morgan y en la que llegó a actuar su propio hijo Andrea Lazarov. Otros éxitos de su productora serían las series En plena forma (1997) con Alfredo Landa, Tío Willy (1998) con Andrés Pajares, La noche de los errores (2000) con Josema Yuste, Geniales (2001) o el concurso infantil Pequeños grandes genios (2001).
En octubre de 1996, fue contratado por TVE como asesor de programación y se encargó de Brindemos por los 40, la gala aniversario de la cadena.
En 1997 el juez de la Audiencia Nacional, Baltasar Garzón, le llamó a declarar como imputado por el supuesto fraude fiscal de 2.000 millones de pesetas detectado en Telecinco. Lazarov señaló que sus competencias se limitaban a temas de programación y que nunca se ocupó de los asuntos económicos de la empresa.
Fue uno de los promotores de la creación de la Academia de las Ciencias y las Artes de Televisión de España, que se constituyó en 1997. En 1999 dimitió de su cargo por su disconformidad con la forma en la que se estaba gestionando el organismo, entonces presidido por Antonio Mercero.
En 2002, la Academia de las Ciencias y las Artes de Televisión de España, le distinguió con el Premio Talento, galardón que reconoce el trabajo de profesionales con más de 25 años de dedicación al medio y en 2004 recibió la Medalla al Mérito en el Trabajo. 
Al mismo tiempo durante estos años, siguió manteniendo relación con su país natal, incorporando formatos televisivos españoles o italianos, como Sorpresa ¡Sorpresa! o Lluvia de estrellas en la pública TVR o Lo que necesitas es amor y Geniales en la privada Antena 1. Su última incursión en el mundo de la televisión fue el programa producido por su compañía, Dream Prod, que se emitió en Antena 3 en 2008.

### Vida personal
Estuvo casado siete veces, tuvo cinco hijos y dos nietos nacidos en 2001 y 2004.
Antes de 1968 estuvo casado en dos ocasiones, siendo su segunda esposa, la actriz Ioana Casetti —se desconoce el nombre de la primera—, de la que se divorció antes de dejar Rumanía.
El 15 de enero de 1970 se casó con la cantante cubana Elsa Baeza en Miami. Con ella tuvo un hijo, Valerio Arturo, pero se divorció en 1973. Cinco años más tarde, el 11 de febrero de 1978, volvió a contraer matrimonio, en esta ocasión con la actriz estadounidense Deirdre Fitzpatrick (Didi Sherman), con la que tuvo dos hijos, Sergio Nicolás y Roberto Andrés, divorciándose en 1983. Entre 1989 y 1996 estuvo casado con Adonella Azzoni, con la que tuvo dos hijos, Andrea y Valentina. Cinco años más tarde, se casó con Sonia Costa con la que estuvo desde el 11 de septiembre de 2001, hasta el 7 de julio de 2002 y entre 2004 y 2009 estuvo casado con Augusta Dumitraşcu.
Falleció el 11 de agosto de 2009 a los 73 años, por una complicación tras ser operado de un cáncer de colon.